# گمینا کژژانوویتسه
گمینا کژژانوویتسه (به لهستانی:  Gmina Krzyżanowice) یک گمینا در لهستان است که در شهرستان راچیبوژ واقع شده‌است. گمینا کژژانوویتسه ۶۹٫۶۷ کیلومتر مربع مساحت و ۱۱٬۴۹۲ نفر جمعیت دارد.

## نگارخانه

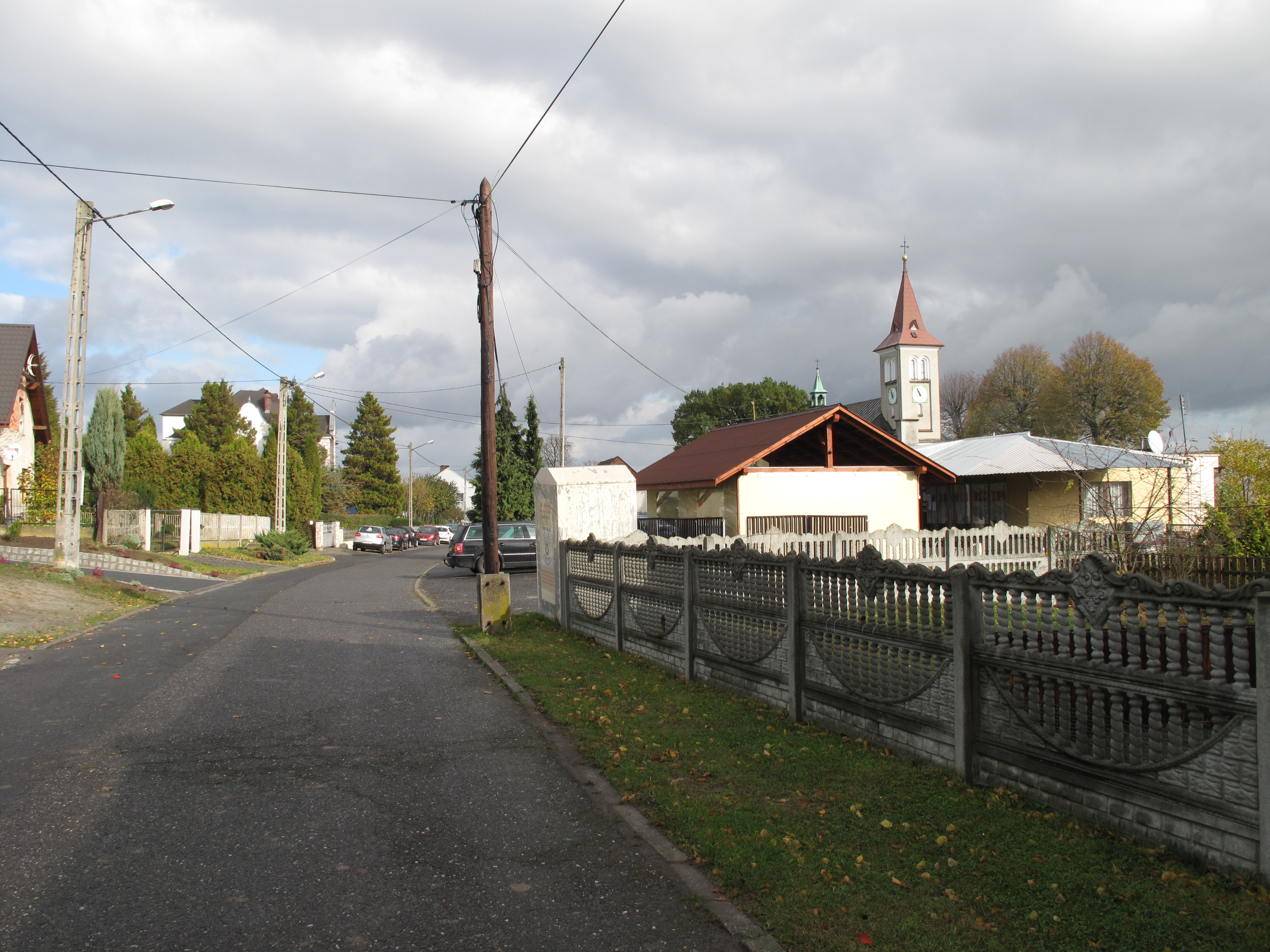
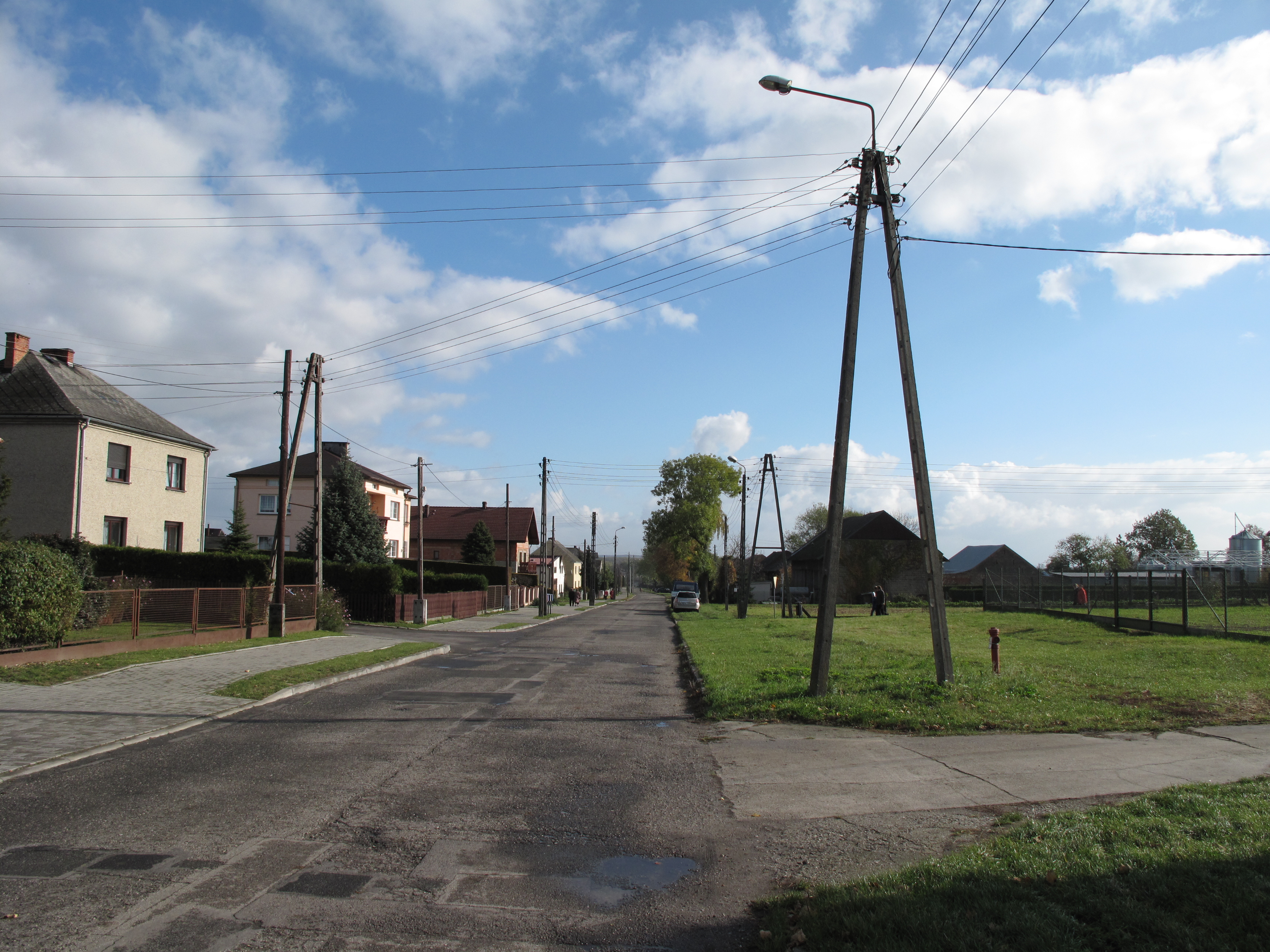
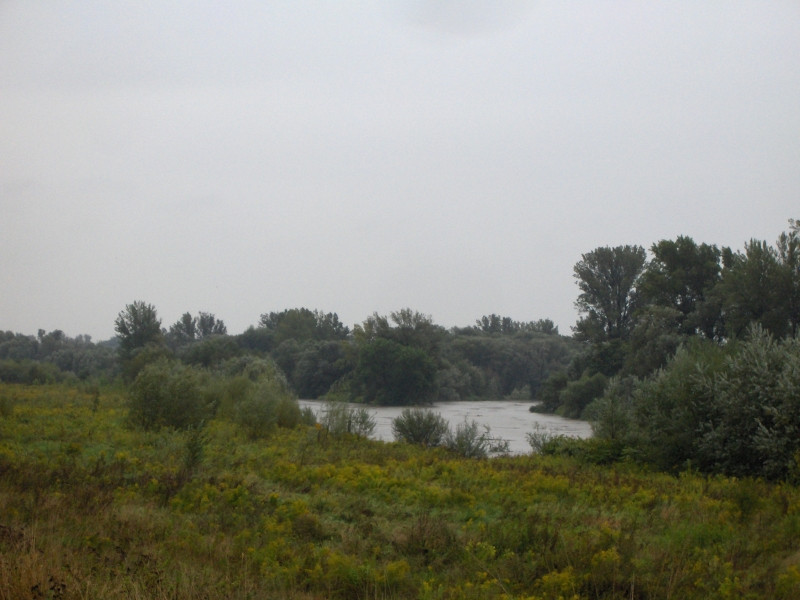